# سیارک ۳۸۸۸
سیارک ۳۸۸۸ (به انگلیسی: 3888 Hoyt، نامگذاری:1984FO) سه هزار و هشتصد و هشتاد و هشتمین سیارک کشف شده‌است که در ۲۸ مارس ۱۹۸۴ کشف شد.
قدر مطلق سیارک برابر ۱۲٫۹۰ است.